# Waterfall (Triumvirat)
"Waterfall" is een nummer van de Duitse band Triumvirat. Het verscheen op hun album A la Carte uit 1978. Dat jaar werd het uitgebracht als de eerste single van het album.

## Achtergrond
"Waterfall" is geschreven en geproduceerd door toetsenist Jürgen Fritz. De band bracht het uit als single en trad ter promotie in verschillende televisieprogramma's op, waaronder Disco en TROS Top 50. Het was de enige single van Triumvirat die de hitlijsten behaalde: in Nederland bereikte het plaats 37 in de Top 40 en plaats 42 in de Nationale Hitparade.

## Hitnoteringen

### Nederlandse Top 40
| Hitnotering: 21-07-1979 t/m 28-07-1979 | Hitnotering: 21-07-1979 t/m 28-07-1979 | Hitnotering: 21-07-1979 t/m 28-07-1979 | Hitnotering: 21-07-1979 t/m 28-07-1979 |
| Week                                   | 1                                      | 2                                      |                                        |
| -------------------------------------- | -------------------------------------- | -------------------------------------- | -------------------------------------- |
| Nummer                                 | 38                                     | 37                                     | uit                                    |

### Nationale Hitparade
| Hitnotering: 07-07-1979 t/m 21-07-1979 | Hitnotering: 07-07-1979 t/m 21-07-1979 | Hitnotering: 07-07-1979 t/m 21-07-1979 | Hitnotering: 07-07-1979 t/m 21-07-1979 | Hitnotering: 07-07-1979 t/m 21-07-1979 |
| Week                                   | 1                                      | 2                                      | 3                                      |                                        |
| -------------------------------------- | -------------------------------------- | -------------------------------------- | -------------------------------------- | -------------------------------------- |
| Nummer                                 | 49                                     | 49                                     | 42                                     | uit                                    |

### NPO Radio 2 Top 2000
Waterfall stond alleen in 2000 in de NPO Radio 2 Top 2000, op plek 1533.